# Dieselpunk

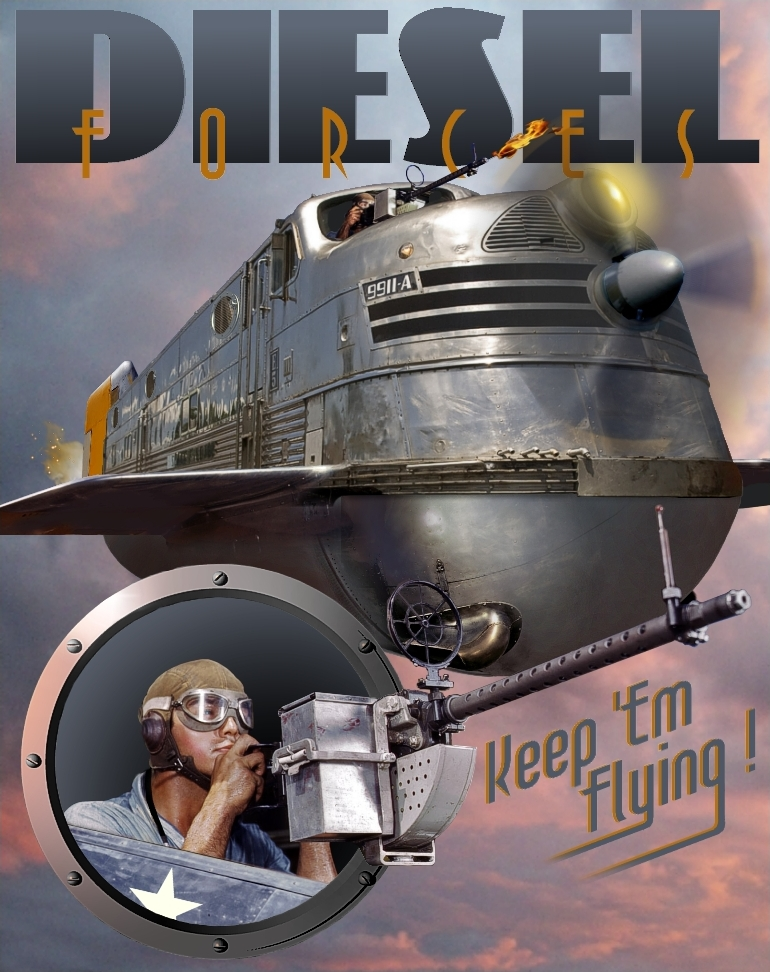
Współczesny plakat w stylu dieselpunka

Dieselpunk – nurt stylistyczny w fantastyce naukowej (oraz szerzej – w kulturze), pochodna cyberpunku z akcją osadzoną najczęściej w latach 20., 30. i 40. XX wieku.
W utworach dieselpunkowych panuje atmosfera epoki wynalazków, obalenia starego ładu po Wielkiej Wojnie uważanej za ostatnią wojnę przed wielką przyszłością ludzkości. Panuje futurystyczny entuzjazm, w którym ważną częścią tła są elementy nowoczesności takie jak kina, teatry, samochody, tramwaje, telegramy, telefony, radia czy samoloty.
Przykładami filmów nawiązujących do tego nurtu mogą być: Sky Kapitan i świat jutra, Człowiek rakieta czy Kapitan Ameryka: Pierwsze starcie.